# St. Veit (Sülzfeld)

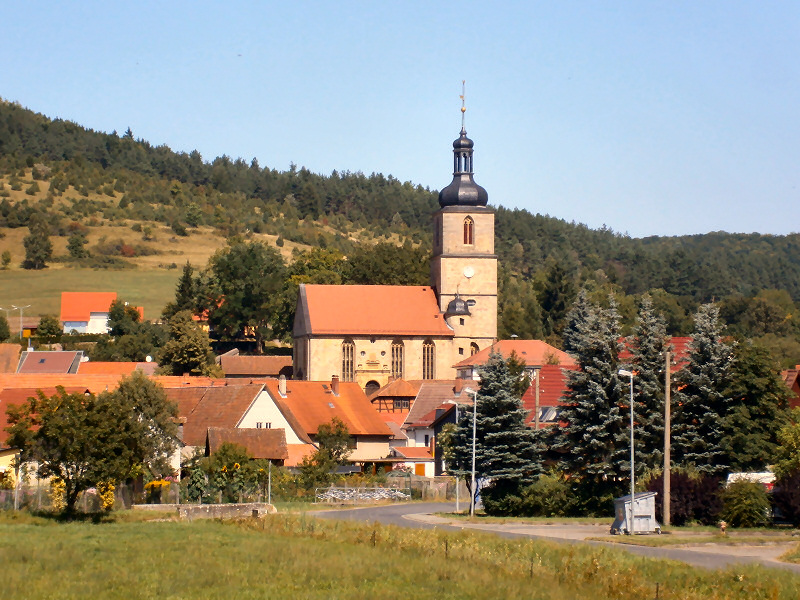
Die Kirche zu Sülzfeld

Die evangelisch-lutherische Dorfkirche St. Veit steht in Sülzfeld, einem Ortsteil von Meiningen, im Landkreis Schmalkalden-Meiningen in Thüringen und gehört zum Kirchspiel Hermannsfeld im Kirchenkreis Meiningen der Evangelischen Kirche in Mitteldeutschland (EKM).

## Geschichte
Auf dem Platz der Sülzfelder Kirche stand schon im Mittelalter eine  St. Veit geweihte Kapelle mit Gaden. Graf Wilhelm III. von Henneberg-Schleusingen stattete die Kirche so aus, dass sie 1464 von der Pfarrei Ritschenhausen getrennt und eigenständig wurde, was Bischof Johann von Würzburg im gleichen Jahr bestätigte. 1630 erfolgte die Grundsteinlegung für einen Neubau. Während des Dreißigjährigen Krieges wurde der Bau bis 1634 zunächst fortgesetzt; nach Kriegsende 1648, als Sülzfeld nur noch neun Männer, acht Frauen und 20 Kinder zählte, führte man den Turmbau weiter. 1656 wurde der Turmknopf aufgesetzt. Die erste Orgel bekam Sülzfeld im Jahr 1688.
1858 vernichtete ein großer Brand die Kirche, 55 Wohnhäuser und mehrere Scheunen. Schon ein Jahr später begann nach Plänen von August Wilhelm Döbner der Wiederaufbau der Kirche, die 1861 eingeweiht wurde. Eine neue Orgel mit 26 Registern schuf 1864 Johann Michael Schmidt aus Schmiedefeld.

## Beschreibung
Die auf dem höchsten Punkt des Dorfes am Rande eines Abhangs gelegene Kirche gilt mit ihrer großenteils erhaltenen Friedhofsbefestigung als gutes Beispiel der Kirchenburgen dieser Gegend. Die hohe Ringmauer des Kirchhofs mit ihren Wehranlagen ist älter als die Kirche selbst und hat schon zur Zeit der ehemaligen Veitskapelle bestanden. Den Hauptschmuck des Äußeren bildet das Portal an der Südseite aus dem Jahre 1631. Es ist mit einem Wappenschild bekrönt, der die Kurschwerter, den sächsischen Rautenkranz und die Henne zeigt. An der Südseite des Hauptturmes ist ein runder Treppenturm mit Wendeltreppe angebaut. Beim Kirchenbrand 1858 wurden das Innere und die Turmspitze vollständig zerstört. Der Hauptraum der Kirche ist ein rechteckiger Saal mit flacher Holzdecke. An der Nord- und Südseite befinden sich zweigeschossige Emporen.

## Kletterturm
Im Jahr 2014 wurde im Kirchturm eine Kletteranlage eingebaut, die von der Sektion Meiningen des Deutschen Alpenvereins betrieben wird.